# Iwan Nikolow (Radsportler)
Iwan Nikolow (bulgarisch Иван Николов; * 1950) ist ein ehemaliger bulgarischer Radrennfahrer.

## Sportliche Laufbahn
Nikolow war im Straßenradsport aktiv. Bei den Balkan-Meisterschaften 1973 gewann er mit dem bulgarischen Straßenvierer das Mannschaftszeitfahren. Zweimal bestritt er die Internationale Friedensfahrt. 1972 wurde er 41. und 1973 29. der Gesamtwertung.